# Pobre diabla (telenovela mexicana)
Pobre diabla es una telenovela mexicana producida por Fides Velasco para TV Azteca en 2009, basada en La gata, historia escrita por Inés Rodena, y bajo la adaptación de Carlos Romero.
Protagonizada por Alejandra Lazcano y Cristóbal Lander; y con las participaciones antagónicas de Claudia Álvarez, Rafael Sánchez-Navarro, Héctor Arredondo y María José Magán. Cuenta además con las actuaciones estelares de Carla Carrillo, Elvira Monsell, Gina Moret, Alejandra Maldonado, Gabriela Roel y el primer actor Leonardo Daniel.
Las grabaciones de la telenovela comenzaron oficialmente el 2 de julio de 2009.

## Sinopsis
Daniela Montenegro y Santiago Rodríguez Fontaner se enamoran desde su primer encuentro: Ella es una hermosa joven, rebelde y luchadora, criada en uno de los barrios más pobres de la ciudad. Él es hijo de millonarios, un joven emprendedor con un brillante futuro en el mundo de los negocios. Sin embargo, la sombra de un pasado trágico opaca su futuro...
Veinte años atrás, llevado por la locura de un amor no correspondido, Horacio -el padre de Santiago- asesinó a la madre de Daniela, esposa de su socio y amigo Diego Montenegro, por lo que ahora Daniela y Santiago lucharán por el amor que se tienen y, lo más difícil aún, por reconciliar el pasado y la cruel verdad a la que se enfrentarán.

## Elenco
- Alejandra Lazcano como Daniela del Rocío Montenegro Lugo / Daniela Camacho "La Diabla" / Daniela Lugo de Montenegro
- Cristóbal Lander como Santiago Rodríguez Fontaner / Santiago Fontaner
- Rafael Sánchez Navarro como Horacio Rodríguez
- Claudia Álvarez como Santa Olivares Madrigal
- Leonardo Daniel como Diego Montenegro
- Héctor Arredondo como Luciano Enríquez
- Elvira Monsell como Micaela Martínez
- Gabriela Roel como Carmen de Montenegro
- Gina Morett como Otilia Camacho
- Alejandra Maldonado como Rebeca Fontaner de Rodríguez
- Armando Torrea como Antonio "Tony" Rodríguez Fontaner
- Gastón Melo como Pepino Sánchez
- Carla Carrillo como María Angélica Soto / María Angélica Olivares Soto "La Pelusa"
- Alan Ciangherotti como Jesús "Chuy" Camacho
- Pia Watson como Karina Rodríguez Fontaner
- Juan Carlos Martín del Campo como Agustín
- María José Magán como Adriana Pérez Alvear
- Wendy de los Cobos como Luisa Fernanda Madrigal
- Javier Díaz Dueñas como Padre Vicente "Chente" Rocha
- María Rebeca como Yadira Soto
- René Campero como Carmelo
- Fabián Peña como Francesco
- Hugo Catalán como Óscar
- Francisco Angelini como Gonzalo
- Abel Fernando como Fermín
- Ana Gaby como Cuquita
- Jorge Eduardo como Chebo
- Francisco de la O como Víctor
- Luis Ferrer como Carlos
- Alma Moreno como Rosa
- Julia Calzada como Teresa
- Héctor Kotsifakis como "El Picos"
- Carlos Álvarez como Gerardo Ruíz
- Mauricio Ajas Ham como Ángel Rodríguez Olivares
- María de la Luz Cendejas como Soledad